# 한국정치사상학회
사단법인 한국정치사상학회(Korean Society for Political Thought)는 정치사상 전반에 관한 연구 활동 증진을 목적으로 1995년 12월에 설립된 학술단체이다. 사무실은 서울특별시 강남구 언주로 30길 10(도곡동) 현대비전 1021호에 있다. 설립 당시 정치사상연구회라는 이름으로 출발하여 정치사상에 관련된 학술연구 활동 뿐만 아니라 국제교류, 목적 달성에 필요한 기타 사업을 진행해나가고 있다.
2008년 5월, 국회사무처에 사단법인 설립 허가를 받았다.

## 주요 사업
- 정치사상에 관련된 학술연구 활동 및 진흥
- 정기·비정기 학술회의
- 학회지 및 연구서 발간 및 보급
- 국제학술회의 개최 및 국제교류
- 목적 달성에 필요한 기타 사업

## 역대 회장
| 대수   | 성명   | 소속             | 재직 기간                       |
| ------ | ------ | ---------------- | ------------------------------- |
| 제1대  | 양승태 | 이화여자대학교   | 1996년 1월 1일~1997년 12월 31일 |
| 제2대  | 양승태 | 이화여자대학교   | 1998년 1월 1일~1999년 6월 19일  |
| 제3대  | 이종은 | 국민대학교       | 1999년 6월 19일~2001년 6월 16일 |
| 제4대  | 최정운 | 서울대학교       | 2001년 6월 16일~2003년 6월 21일 |
| 제5대  | 장동진 | 연세대학교       | 2003년 6월 21일~2005년 6월 18일 |
| 제6대  | 강정인 | 서강대학교       | 2005년 6월 18일~2007년 6월 16일 |
| 제7대  | 서병훈 | 숭실대학교       | 2007년 6월 16일~2009년 6월 20일 |
| 제8대  | 전경옥 | 숙명여자대학교   | 2009년 6월 20일~2011년 6월 18일 |
| 제9대  | 김용민 | 한국외국어대학교 | 2011년 6월 18일~2013년 6월 15일 |
| 제10대 | 김비환 | 성균관대학교     | 2013년 6월 15일~2015년 6월 20일 |
| 제11대 | 김병곤 | 고려대학교       | 2015년 6월 20일~2017년 6월 17일 |
| 제12대 | 유홍림 | 서울대학교       | 2017년 6월 17일~2018년 6월 16일 |
| 제13대 | 박의경 | 전남대학교       | 2018년 6월 16일~2019년 6월 15일 |
| 제14대 | 장현근 | 용인대학교       | 2019년 6월 15일~2020년 6월 20일 |
| 제15대 | 장현근 | 용인대학교       | 2020년 6월 20일~2021년 6월 19일 |
| 제16대 | 안외순 | 한서대학교       | 2021년 6월 19일~2022년 6월 18일 |
| 제17대 | 박주원 | 영남대학교       | 2022년 6월 18일~2023년 6월 17일 |
| 제18대 | 김성호 | 연세대학교       | 2023년 6월 17일~2024년 6월 15일 |
| 제19대 | 박성우 | 서울대학교       | 2024년 6월 15일~현재            |

## 조직 및 위원회
- 회장
- 이사회
- 총무위원회
- 연구위원회
- 편집위원회

## 학술지
- 《정치사상연구》 - 매년 2회 발행하고 있다.